# Estela Kelišin

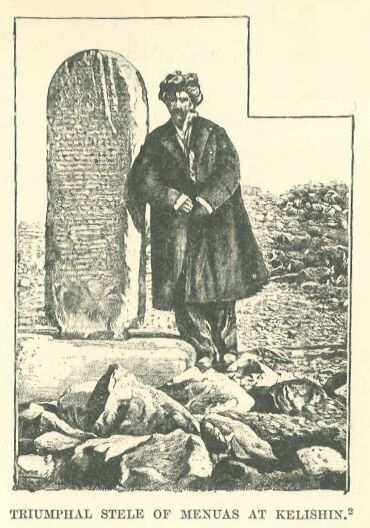
Una recreació de l'estela Kelišin de principis del.

L'Estela Kelišin trobada a Kelišin, Iraq, és una estela que conté un important text bilingüe assiri-urartià que data d'aproximadament 800 aC, i que va ser descrita per primer cop per Friedrich Eduard Schulz el 1827. Una part de les notes de Schulz es van perdre quan va ser assassinat per bandits kurds, i expedicions posteriors van fracassar o bé per condicions meteorològiques o per l'atac de bandolers, de manera que sols es va poder fer una còpia de la inscripció el 1951 per G. Cameron, i un altre cop el 1976 per una expedició italiana sota una forta protecció militar.
La inscripció descriu l'adquisició de la ciutat a Musasir (Ardini) per rei urartià Ixpuini.